# لودفيغ فون هوفمان
لودفيغ فون هوفمان (بالألمانية: Ludwig von Hofmann)‏ (17 أغسطس 1861 - 23 أغسطس 1945) هو رسام ومصمم غرافيكي ألماني. اعتمد أسلوبه على الجمع بين أسلوبي الفن الجديد والرمزي. وقد شاركت أعماله في المنافسات الفنية ضمن دورة الألعاب الأولمبية الصيفية 1984.

## حياته
وُلِد في مدينة دارمشتات وسط ألمانيا. كان والده كارل فون هوفمان رجل دولة في بروسيا، والذي شغل منصب رئيس وزراء دوقية هسن الكبرى في الفترة بين عامي (1872-1876)، كما كان وزيرًا للتجارة لفترة وجيزة في حكومة أوتو فون بسمارك.
بدأ دراسته للفن سنة 1883 في أكاديمية درسدن للفنون الجميلة، ثم درس مع فرديناند كيلر في أكاديمية كارلسروه للفنون الجميلة. ثم التحق بأكاديمية جوليان في باريس سنة 1889، حيث تأثر بفنون الرسام بيير سيسيل بوفيس دي شافان وبول ألبرت بيسنارد.
بعد انتهاء دراسته عمل رسامًا مستقلًا في برلين سنة 1890. وكان كثير السفر وقضى وقتًا طويلًا في فيلته في فيسولي بالفترة بين عامي (1894-1900). يظهر تقديره للعصور القديمة وانجذابه لفكرة أركاديا في الكثير من أعماله. وبعد عام 1895 كان مساهمًا منتظمًا في الرسوم التوضيحية لمجلة "بان" ذات الطابع الفني الحديث. خلالها انضم إلى حركة انفصال برلين سنة 1896، وتزوج سنة 1899. كما كان عضوًا في رابطة الفنانين الألمان.
بدأ مسيرته بالتدريس في مدرسة فايمار ساكسون جراند الدوقية للفنون سنة 1903، حيث انضم إلى الجماعة الأدبية والفنية الطليعية التي تمحورت حول هاري فون كيسلر. ثم عُين أستاذًا في أكاديمية درسدن سنة 1916 حتى سنة 1931. وساهم في رسوم توضيحية لترجمة جديدة للأوديسة بقلم ليوبولد زيغلر وأعمالًا لغرهارت هاوبتمان. وكان من بين طلابه جان آرب وإيفو هاوبتمان.
تراجع إنتاجه الفني في ثلاثينيات القرن العشرين، وفي عام 1937، وُصفت بعض أعماله بـ"الفن المنحط" من قبل حكومة الرايخ. تقاعد في بیلنتز قرب درسدن، حيث توفي عام 1945. وكادت أعماله المتبقية أن تُصادر من قِبل الروس بعد الحرب، لكن أرملته تمكنت من إنقاذها.

## معرض صور

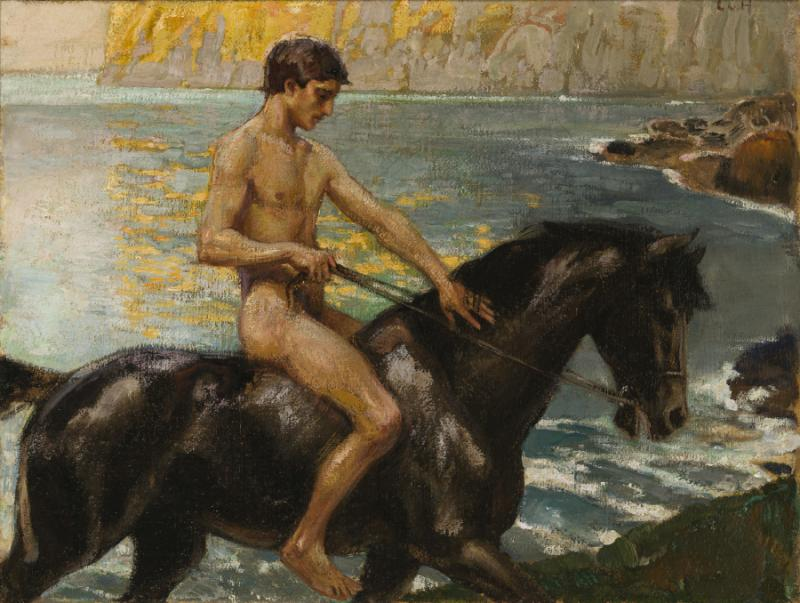
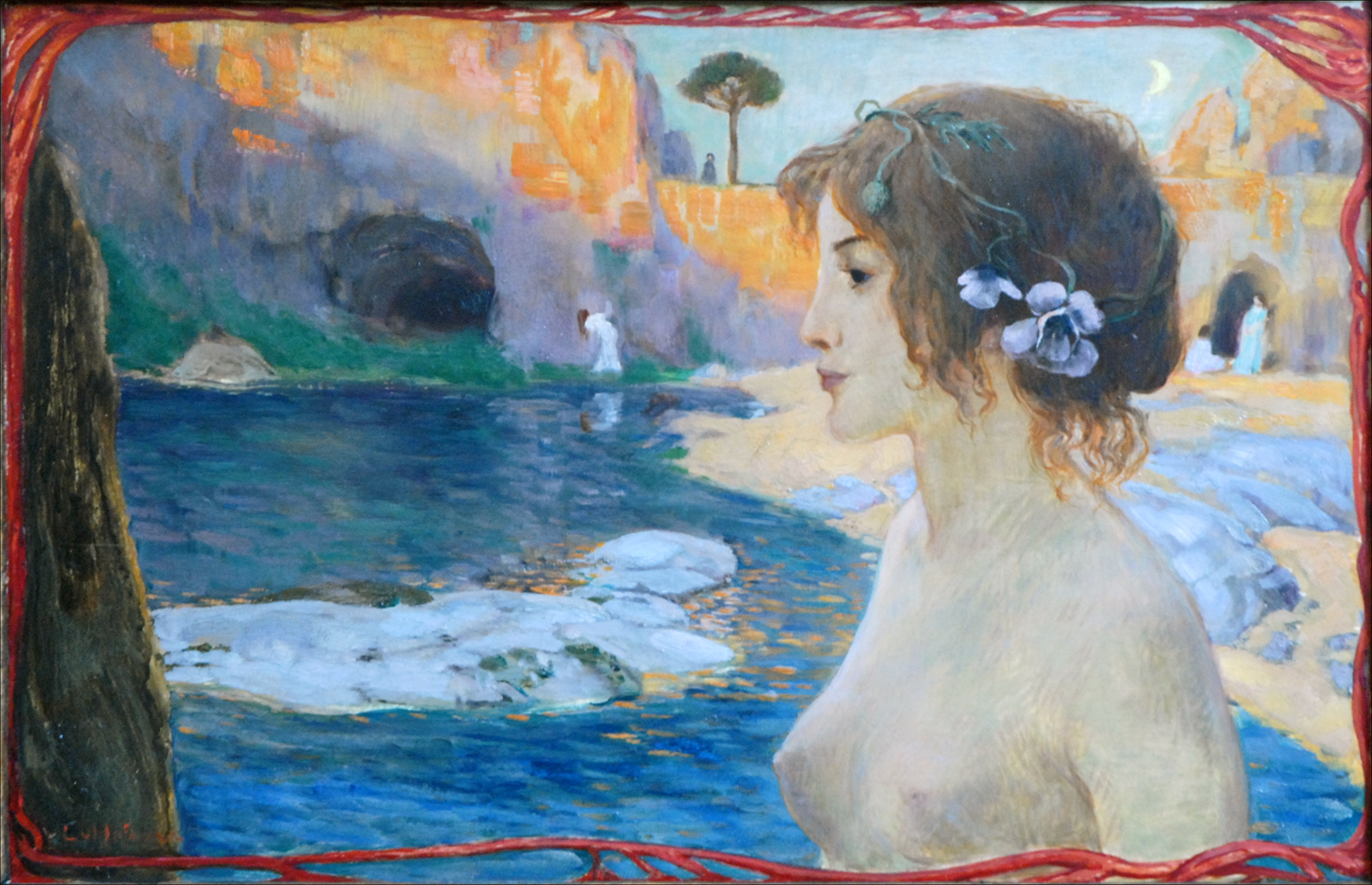
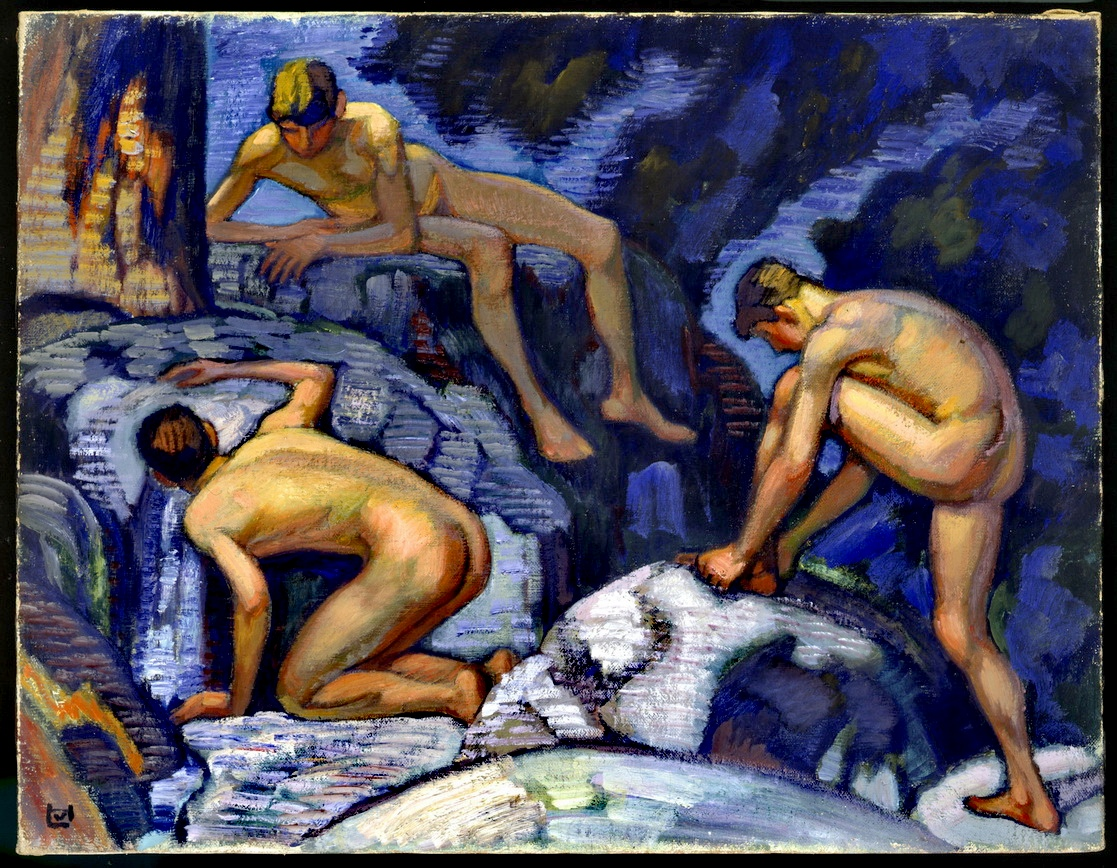
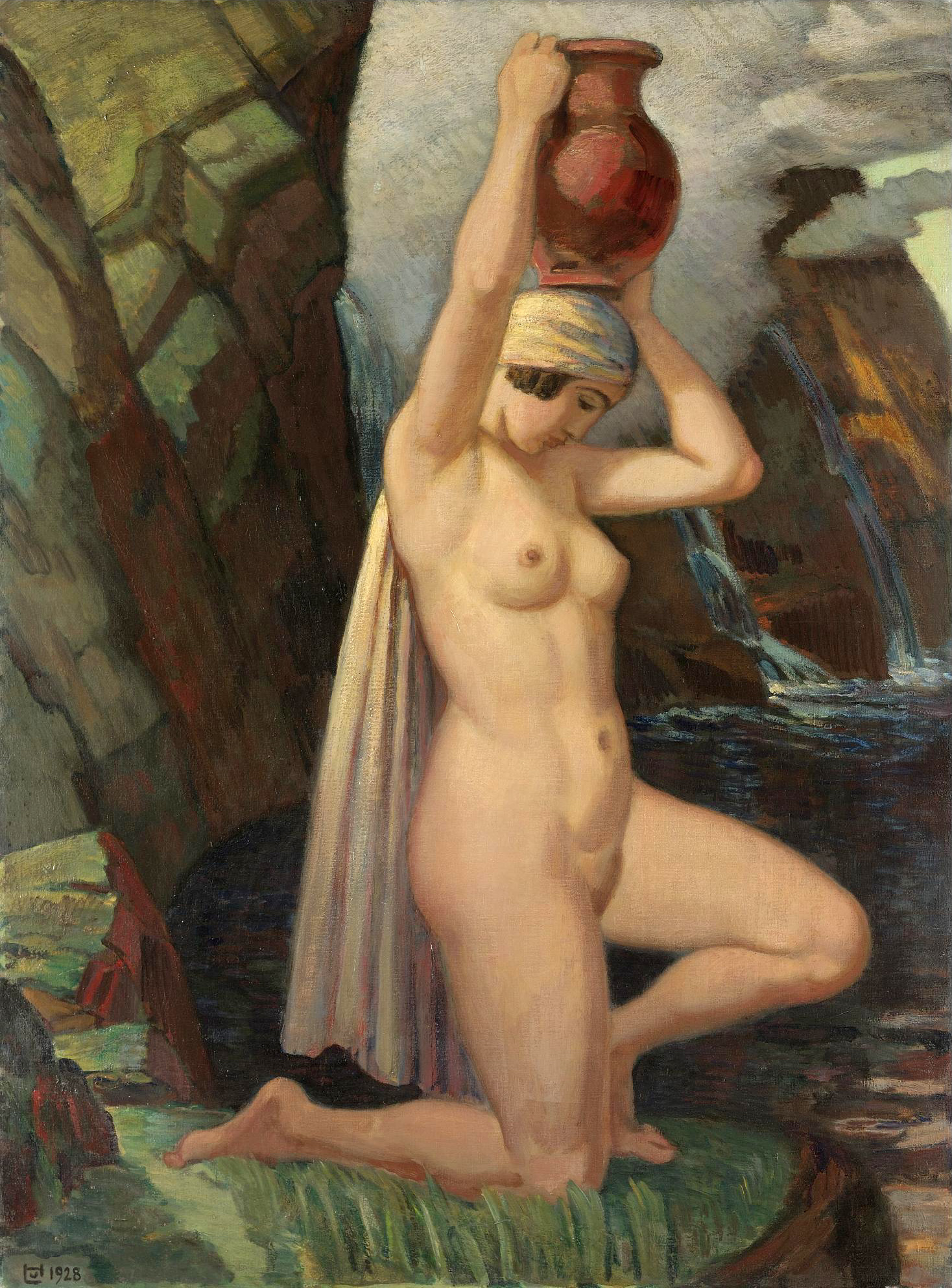
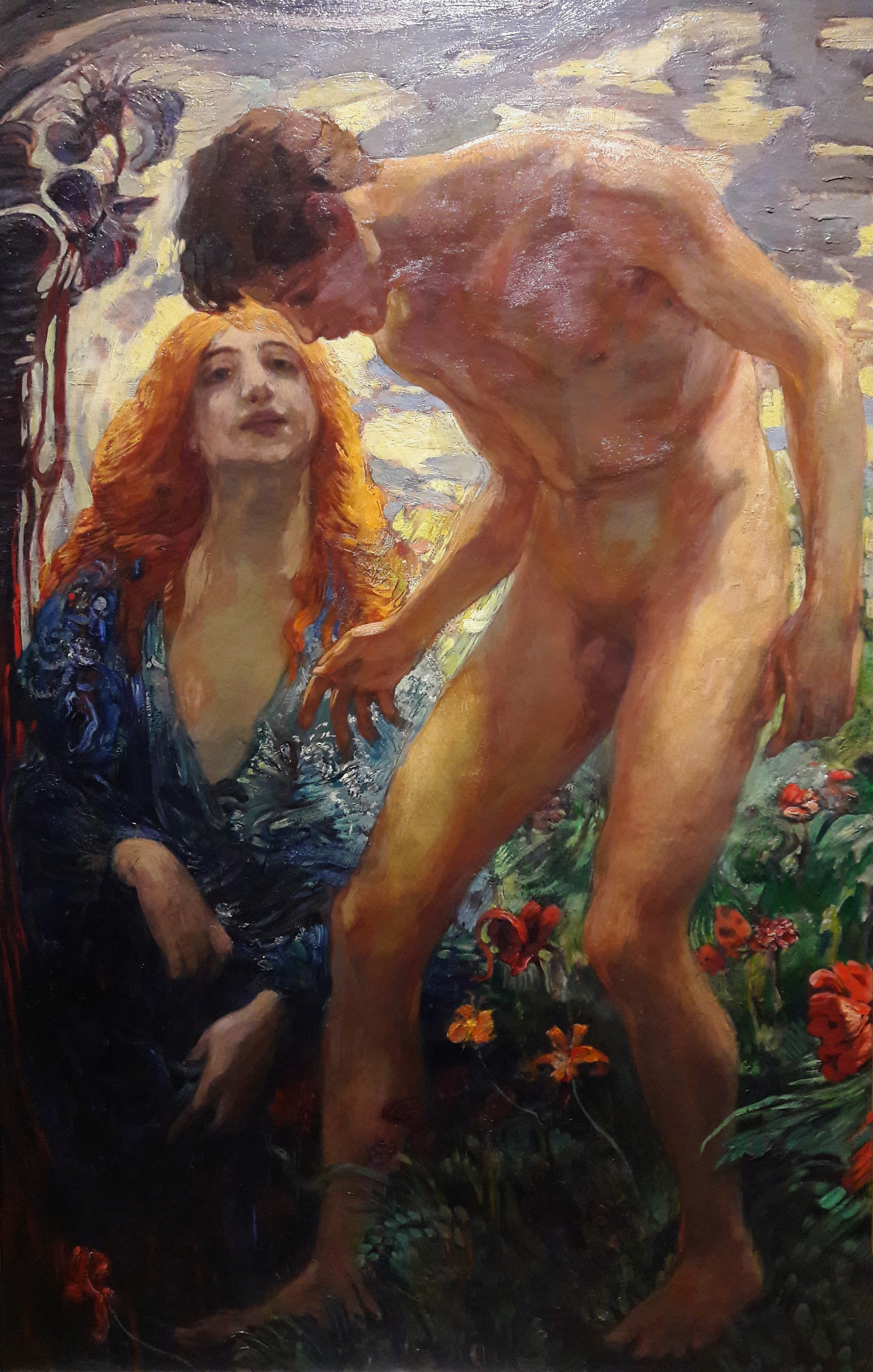

## وصلات خارجية
- لودفيغ فون هوفمان على موقع أوليمبيديا (الإنجليزية)
- لودفيغ فون هوفمان على موقع مونزينجر (الألمانية)